# Buhl, Bas-Rhin

Buhl este o comună în departamentul Bas-Rhin, Franța. În 1 ianuarie 2022 avea o populație de 508 de locuitori.